# Izu Azuka
Izu Azuka (Port Harcourt, 24 maggio 1989) è un ex calciatore nigeriano, di ruolo attaccante.

## Carriera

### Nazionale
Tra il febbraio ed il maggio del 2012 ha giocato 3 partite con la nazionale nigeriana, tutte in incontri amichevoli.

## Statistiche

### Cronologia presenze e reti in nazionale
| Cronologia completa delle presenze e delle reti in nazionale ― Nigeria | Cronologia completa delle presenze e delle reti in nazionale ― Nigeria | Cronologia completa delle presenze e delle reti in nazionale ― Nigeria | Cronologia completa delle presenze e delle reti in nazionale ― Nigeria | Cronologia completa delle presenze e delle reti in nazionale ― Nigeria | Cronologia completa delle presenze e delle reti in nazionale ― Nigeria | Cronologia completa delle presenze e delle reti in nazionale ― Nigeria | Cronologia completa delle presenze e delle reti in nazionale ― Nigeria |
| Data                                                                   | Città                                                                  | In casa                                                                | Risultato                                                              | Ospiti                                                                 | Competizione                                                           | Reti                                                                   | Note                                                                   |
| ---------------------------------------------------------------------- | ---------------------------------------------------------------------- | ---------------------------------------------------------------------- | ---------------------------------------------------------------------- | ---------------------------------------------------------------------- | ---------------------------------------------------------------------- | ---------------------------------------------------------------------- | ---------------------------------------------------------------------- |
| 15-2-2012                                                              | Monrovia                                                               | Liberia                                                                | 0 – 2                                                                  | Nigeria                                                                | Amichevole                                                             | -                                                                      | 70’                                                                    |
| 12-4-2012                                                              | Dubai                                                                  | Egitto                                                                 | 3 – 2                                                                  | Nigeria                                                                | Amichevole                                                             | -                                                                      | 87’                                                                    |
| 24-5-2012                                                              | Lima                                                                   | Perù                                                                   | 1 – 0                                                                  | Nigeria                                                                | Amichevole                                                             | -                                                                      | 70’                                                                    |
| Totale                                                                 |                                                                        | Presenze                                                               | 3                                                                      |                                                                        | Reti                                                                   | 0                                                                      |                                                                        |